# Campeonato Sudamericano de Clubes de Voleibol Femenino
El Sudamericano de Clubes de Voleibol Femenino es un torneo internacional de voleibol organizado por la Confederación Sudamericana de Voleibol. Es la más importante y prestigiosa copa a nivel de clubes de voleibol en Sudamérica hasta la fecha. El campeón de este torneo clasifica para el Campeonato Mundial Femenino de Clubes.
El campeón vigente es el Dentil/Praia Clube de Brasil. Mientras que el club con más trofeos es el Fluminense de Brasil con seis conquistas.

## Antecedentes
En los congresos organizados por la Confederación Sudamericana de Voleibol siempre se hablaba de organizar un torneo de clubes de voleibol cuyas federaciones estén asociadas a la CSV; pero siempre se hablaba y nunca se concretaba por la falta de patrocinadores, ya que ellos solo patrocinaban al Campeonato Sudamericano de Voleibol. 
En 2009, el problema de patrocinadores se solucionó, ya que la empresa transnacional Telefónica correría con esa responsabilidad. Así, en el congreso de la confederación organizada en la ciudad Montevideo (Uruguay), se oficializó dicho torneo con el nombre de Sudamericano de Clubes de Voleibol Femenino o Copa Telefónica, teniendo como primera sede la ciudad de Lima, capital del Perú.

## Clasificación
En la primera edición de la Copa Telefónica, solo clasificaban el campeón y subcampeón de la Primera División de cada país asociado, pero solo se incribieron las ligas de Argentina, Brasil y Perú. En la segunda edición; el sistema cambió, ya que solo los campeones de cada liga inscrita participaría en el torneo. Chile fue el cuarto país en inscribir a su liga para que obtenga la clasificación en dicho torneo.
| Liga nacional                       | Equipos participantes |
| ----------------------------------- | --------------------- |
| Liga Femenina de Voleibol Argentino | Campeón de Argentina  |
| Liga Superior Boliviana de Voleibol | Campeón de Bolivia    |
| Superliga Brasilera Serie A         | Campeón de Brasil     |
| Liga Chilena de Voleibol            | Campeón de Chile      |
| Liga Peruana de Vóley Femenino      | Campeón de Perú       |
| Liga Uruguaya de Voleibol           | Campeón de Uruguay    |
| Liga Venezolana                     | Campeón de Venezuela  |

## Resultados
Fuente: Web oficial.
| CAMPEONATO SUDAMERICANO DE CLUBES DE VOLEIBOL FEMENINO | CAMPEONATO SUDAMERICANO DE CLUBES DE VOLEIBOL FEMENINO | CAMPEONATO SUDAMERICANO DE CLUBES DE VOLEIBOL FEMENINO | CAMPEONATO SUDAMERICANO DE CLUBES DE VOLEIBOL FEMENINO | CAMPEONATO SUDAMERICANO DE CLUBES DE VOLEIBOL FEMENINO | CAMPEONATO SUDAMERICANO DE CLUBES DE VOLEIBOL FEMENINO | CAMPEONATO SUDAMERICANO DE CLUBES DE VOLEIBOL FEMENINO | CAMPEONATO SUDAMERICANO DE CLUBES DE VOLEIBOL FEMENINO |
| Año                                                    | Sede                                                   | Final                                                  | Final                                                  | Final                                                  | Tercer puesto                                          | Tercer puesto                                          | Tercer puesto                                          |
| Año                                                    | Sede                                                   | Campeón                                                | Resultado                                              | Subcampeón                                             | Tercero                                                | Resultado                                              | Cuarto                                                 |
| ------------------------------------------------------ | ------------------------------------------------------ | ------------------------------------------------------ | ------------------------------------------------------ | ------------------------------------------------------ | ------------------------------------------------------ | ------------------------------------------------------ | ------------------------------------------------------ |
| 1970                                                   | Lima                                                   | Esporte Pinheiros                                      |                                                        | Regatas Lima                                           | GEBA                                                   |                                                        | Cerro Porteño                                          |
| 1971                                                   | Brasília                                               | Fluminense                                             |                                                        | Atlético Capurro                                       | GEBA                                                   |                                                        | Cerro Porteño                                          |
| 1972                                                   | Curitiba                                               | Fluminense                                             |                                                        | GEBA                                                   | Cerro Porteño                                          |                                                        | No hubo                                                |
| 1973                                                   | Medellín                                               | Athletico Paulistano                                   |                                                        | GEBA                                                   | A-Tac                                                  |                                                        | No hubo                                                |
| 1975                                                   | Santiago                                               | GEBA                                                   |                                                        | Olimpia                                                | Liceo Manuel Salas                                     |                                                        | No hubo                                                |
| 1976                                                   | Buenos Aires                                           | GEBA                                                   |                                                        | Minas                                                  | Olimpia                                                |                                                        | Instituto Manuel de Salas                              |
| 1977                                                   | Buenos Aires                                           | Fluminense                                             |                                                        | GEBA                                                   | Regatas Santa Fe                                       |                                                        | Universidad Católica                                   |
| 1978                                                   | Santiago                                               | Fluminense                                             |                                                        | GEBA                                                   | Buenos Aires                                           |                                                        | Regatas Brasil                                         |
| 1979                                                   | Río de Janeiro                                         | Fluminense                                             |                                                        | Flamengo                                               | GEBA                                                   |                                                        | Deportivo Recoleta                                     |
| 1980                                                   | Buenos Aires                                           | Fluminense                                             |                                                        | Bancoper                                               | Flamengo                                               |                                                        | Ferro Carril Oeste                                     |
| 1981                                                   | Sucre                                                  | Flamengo                                               |                                                        | Fluminense                                             | Ferro Carril Oeste                                     |                                                        | San Martín                                             |
| 1983                                                   | Buenos Aires                                           | Deportivo Power                                        |                                                        | Athletico Paulistano                                   | Ferro Carril Oeste                                     |                                                        | Flamengo                                               |
| 1984                                                   | Lima                                                   | Deportivo Power                                        |                                                        | Supergasbras                                           | Bancoper                                               |                                                        | San Martín                                             |
| 1985                                                   | Santiago                                               | Bradesco                                               |                                                        | Deportivo Power                                        | Ferro Carril Oeste                                     |                                                        | Universidad Católica                                   |
| 1986                                                   | La Paz                                                 | Deportivo Power                                        |                                                        | Pirelli                                                | Mendoza                                                |                                                        | El Cedro                                               |
| 1987                                                   | La Paz                                                 | Deportivo Power                                        |                                                        | Trasnbrasil                                            | Ciudad de Buenos Aires                                 |                                                        | Deportivo Recoleta                                     |
| 1988                                                   | Asunción                                               | Deportivo Power                                        |                                                        | Supergasbras                                           | Regatas Lima                                           |                                                        | El Cedro                                               |
| 1989                                                   | Santiago                                               | Sadia                                                  |                                                        | Deportivo Power                                        | Universidad Católica                                   |                                                        | Latino Amisa                                           |
| 1990                                                   | Buenos Aires                                           | Sadia                                                  |                                                        | Supergasbras                                           | Deportivo Power                                        |                                                        | Boca Juniors                                           |
| 1991                                                   | Ribeirão Preto                                         | Sadia                                                  |                                                        | PAEC                                                   | Alianza Lima                                           |                                                        | Jundeportes                                            |
| 1992                                                   | São Caetano do Sul                                     | São Caetano                                            |                                                        | Minas                                                  | Alianza Lima                                           |                                                        | El Cedro                                               |
| 1994                                                   | Medellín                                               | Caja Recreativa                                        |                                                        | Alianza Lima                                           | Colgate Sao Caetano                                    |                                                        | Cristal-Bancoper                                       |
| 2009 Detalle                                           | Lima                                                   | Sollys/Osasco                                          |                                                        | Unilever Río de Janeiro                                | Boca Juniors                                           |                                                        | Regatas Lima                                           |
| 2010 Detalle                                           | Lima                                                   | Sollys/Osasco                                          |                                                        | Deportivo Géminis                                      | Banco de la Nación                                     |                                                        | Universidad Católica                                   |
| 2011 Detalle                                           | Osasco                                                 | Sollys/Nestlé Osasco                                   |                                                        | Universidad Católica                                   | U. San Francisco Xavier                                |                                                        | Sport Club Venezuela                                   |
| 2012 Detalle                                           | Osasco                                                 | Sollys/Nestlé Osasco                                   |                                                        | Boca Juniors                                           | Universidad Católica                                   |                                                        | Sport Club Venezuela                                   |
| 2013 Detalle                                           | Lima                                                   | Unilever Río de Janeiro                                |                                                        | Universidad César Vallejo                              | Boston College                                         |                                                        | Vélez Sársfield                                        |
| 2014 Detalle                                           | Osasco                                                 | SESI-SP                                                |                                                        | Molico/Nestlé Osasco                                   | Boca Juniors                                           |                                                        | Liga Nacional                                          |
| 2015 Detalle                                           | Osasco                                                 | Rexona/Ades RJ                                         |                                                        | Molico/Nestlé Osasco                                   | Universidad San Martín                                 |                                                        | Villa Dora                                             |
| 2016 Detalle                                           | La Plata                                               | Rexona/Ades RJ                                         | 3 - 0                                                  | Universidad San Martín                                 | Villa Dora                                             | 3 - 1                                                  | Gimnasia (La Plata)                                    |
| 2017 Detalle                                           | Uberaba y Uberlandia                                   | Rexona/SECS RJ                                         | 3 - 1                                                  | Dentil/Praia Clube                                     | Universidad San Martín                                 | 3 - 0                                                  | Villa Dora                                             |
| 2018 Detalle                                           | Belo Horizonte                                         | Camponesa/Minas                                        | 3 - 2                                                  | SESC-RJ                                                | Regatas Lima                                           | 3 - 0                                                  | Gimnasia y Esgrima                                     |
| 2019 Detalle                                           | Belo Horizonte                                         | Itambé/Minas                                           | 3 - 0                                                  | Dentil/Praia Clube                                     | San Lorenzo                                            | 3 - 0                                                  | Boca Juniors                                           |
| 2020 Detalle                                           | Uberlândia                                             | Itambé/Minas                                           |                                                        | Dentil/Praia Clube                                     | San Lorenzo                                            |                                                        | Boca Juniors                                           |
| 2021                                                   | Brasília                                               | Dentil/Praia Clube                                     |                                                        | Minas                                                  | Brasília Vóley                                         |                                                        | Club Olimpia                                           |
| 2022 Detalle                                           | Uberlândia                                             | Itambé/Minas                                           | 3 - 2                                                  | Dentil/Praia Clube                                     | Sesi/Voley Bauru                                       | 3 - 0                                                  | Regatas Lima                                           |
| 2023 Detalle                                           | Uberlândia                                             | Praia Clube                                            | 3 -2                                                   | Minas                                                  | Sesi/Voley Bauru                                       | 3 - 0                                                  | Regatas Lima                                           |
| 2024 Detalle                                           | Bauru                                                  | Gerdau/Minas                                           | 3 - 2                                                  | Praia Clube                                            | Sesi/Voley Bauru                                       | 3 - 1                                                  | Regatas Lima                                           |
| 2025 Detalle                                           | Uberlândia                                             | Praia Clube                                            | 3 - 0                                                  | Alianza Lima                                           | Gerdau/Minas                                           | 3 - 0                                                  | Estudiantes de La Plata                                |

## Títulos por club
- Actualizado a Brasil 2025.

| Club                   | Medalla de oro | Medalla de plata | Medalla de bronce |
| ---------------------- | -------------- | ---------------- | ----------------- |
| Fluminense             | 6              | 1                | 0                 |
| Minas                  | 5              | 4                | 1                 |
| Deportivo Power        | 5              | 2                | 2                 |
| Río de Janeiro         | 4              | 2                | 0                 |
| Osasco                 | 4              | 2                | 0                 |
| Praia Clube            | 3              | 5                | 0                 |
| Sadia Clube            | 3              | 0                | 0                 |
| GEBA                   | 2              | 4                | 3                 |
| Flamengo               | 1              | 1                | 1                 |
| Pinheiros              | 1              | 1                | 0                 |
| Paulistano             | 1              | 1                | 0                 |
| Sesi-SP                | 1              | 0                | 1                 |
| ADC Bradesco Atlântica | 1              | 0                | 0                 |
| São Caetano            | 1              | 0                | 0                 |
| Atlética Supergasbrás  | 0              | 3                | 0                 |
| Alianza Lima           | 0              | 2                | 2                 |
| Boca Juniors           | 0              | 1                | 2                 |
| Regatas Lima           | 0              | 1                | 2                 |
| Univ. San Martín       | 0              | 1                | 2                 |
| Olimpia                | 0              | 1                | 1                 |
| Deportivo Bancoper     | 0              | 1                | 1                 |
| Universidad Católica   | 0              | 1                | 1                 |
| Atlético Pirelli       | 0              | 1                | 0                 |
| PAEC                   | 0              | 1                | 0                 |
| Capurro                | 0              | 1                | 0                 |
| Deportivo Géminis      | 0              | 1                | 0                 |
| Univ. César Vallejo    | 0              | 1                | 0                 |
| Ferro Carril Oeste     | 0              | 0                | 3                 |
| San Lorenzo            | 0              | 0                | 2                 |
| Vôlei Bauru            | 0              | 0                | 2                 |
| Regatas Santa Fe       | 0              | 0                | 1                 |
| Buenos Aires           | 0              | 0                | 1                 |
| Regatas de Mendoza     | 0              | 0                | 1                 |
| Ciudad de Buenos Aires | 0              | 0                | 1                 |
| Banco de la Nación     | 0              | 0                | 1                 |
| Villa Dora             | 0              | 0                | 1                 |
| A-Tac                  | 0              | 0                | 1                 |
| Cerro Porteño          | 0              | 0                | 1                 |
| Manuel de Salas        | 0              | 0                | 1                 |
| Boston College         | 0              | 0                | 1                 |
| Univ. Cat. Boliviana   | 0              | 0                | 1                 |
| Universitario SFX      | 0              | 0                | 1                 |
| Brasilia Vôlei         | 0              | 0                | 1                 |

## Títulos por país
- Actualizado a Brasil 2025.

| Rank. | Club      | Medalla de oro | Medalla de plata | Medalla de bronce |
| ----- | --------- | -------------- | ---------------- | ----------------- |
| 1.°   | Brasil    | 31             | 22               | 6                 |
| 2.°   | Perú      | 5              | 8                | 8                 |
| 3.°   | Argentina | 2              | 5                | 16                |
| 4.°   | Chile     | 0              | 1                | 3                 |
| 5.°   | Paraguay  | 0              | 1                | 2                 |
| 6.°   | Uruguay   | 0              | 1                | 0                 |
| 7.°   | Bolivia   | 0              | 0                | 2                 |
| 8.°   | Colombia  | 0              | 0                | 1                 |

## Equipos participantes
| Edición | Participantes | País      | Representantes                                        |
| ------- | ------------- | --------- | ----------------------------------------------------- |
| 1970    | 5             | Argentina | Gimnasia y Esgrima de Buenos Aires                    |
| 1970    | 5             | Brasil    | Esporte Pinheiros                                     |
| 1970    | 5             | Chile     | Universidad Católica                                  |
| 1970    | 5             | Paraguay  | Cerro Porteño                                         |
| 1970    | 5             | Perú      | Regatas Lima                                          |
| 1971    | 4             | Argentina | Gimnasia y Esgrima de Buenos Aires                    |
| 1971    | 4             | Brasil    | Fluminense                                            |
| 1971    | 4             | Paraguay  | Cerro Porteño                                         |
| 1971    | 4             | Uruguay   | Atlético Capurro                                      |
| 1972    | 3             | Argentina | Gimnasia y Esgrima de Buenos Aires                    |
| 1972    | 3             | Brasil    | Fluminense                                            |
| 1972    | 3             | Paraguay  | Cerro Porteño                                         |
| 1973    | 3             | Argentina | Gimnasia y Esgrima de Buenos Aires                    |
| 1973    | 3             | Brasil    | Athletico Paulistano                                  |
| 1973    | 3             | Colombia  | A-Tac                                                 |
| 1975    | 3             | Argentina | Gimnasia y Esgrima Buenos Aires                       |
| 1975    | 3             | Chile     | Liceo Manuel Salas                                    |
| 1975    | 3             | Paraguay  | Olimpia                                               |
| 1976    | 7             | Argentina | Gimnasia y Esgrima Buenos Aires                       |
| 1976    | 7             | Bolivia   | Chaco Petrolero                                       |
| 1976    | 7             | Brasil    | Minas                                                 |
| 1976    | 7             | Chile     | Instituto Manuel de Salas                             |
| 1976    | 7             | Paraguay  | Olimpia Guaraní                                       |
| 1976    | 7             | Uruguay   | Náutico Carrasco                                      |
| 1977    | 6             | Argentina | Gimnasia y Esgrima Buenos Aires Regatas Santa Fe      |
| 1977    | 6             | Brasil    | Fluminense                                            |
| 1977    | 6             | Chile     | Universidad de Chile                                  |
| 1977    | 6             | Paraguay  | Guaraní                                               |
| 1977    | 6             | Uruguay   | Náutico Carrasco                                      |
| 1978    | 7             | Argentina | Gimnasia y Esgrima Buenos Aires Sportivo Buenos Aires |
| 1978    | 7             | Brasil    | Fluminense Regatas Brasil                             |
| 1978    | 7             | Chile     | Universidad de Chile                                  |
| 1978    | 7             | Paraguay  | Deportivo Recoleta                                    |
| 1978    | 7             | Uruguay   | Bohemios                                              |
| 1979    | 6             | Argentina | Gimnasia y Esgrima Buenos Aires                       |
| 1979    | 6             | Brasil    | Fluminense Flamengo                                   |
| 1979    | 6             | Chile     | Universidad de Chile                                  |
| 1979    | 6             | Paraguay  | Deportivo Recoleta                                    |
| 1979    | 6             | Uruguay   | Bohemios                                              |
| 1980    | 6             | Argentina | Ferro Carril Oeste                                    |
| 1980    | 6             | Bolivia   | San Martín                                            |
| 1980    | 6             | Brasil    | Fluminense Flamengo                                   |
| 1980    | 6             | Paraguay  | Deportivo Recoleta                                    |
| 1980    | 6             | Perú      | Bancoper                                              |
| 1981    | 4             | Argentina | Ferro Carril Oeste                                    |
| 1981    | 4             | Bolivia   | San Martín                                            |
| 1981    | 4             | Brasil    | Fluminense Flamengo                                   |
| 1983    | 5             | Argentina | Ferro Carril Oeste                                    |
| 1983    | 5             | Brasil    | Flamengo Athletico Paulistano                         |
| 1983    | 5             | Paraguay  | Deportivo Recoleta                                    |
| 1983    | 5             | Perú      | Deportivo Power                                       |
| 1984    | 4             | Bolivia   | San Martín                                            |
| 1984    | 4             | Brasil    | Supergasbras                                          |
| 1984    | 4             | Perú      | Deportivo Power Bancoper                              |
| 1985    | 6             | Argentina | Ferro Carril Oeste                                    |
| 1985    | 6             | Brasil    | Bradesco                                              |
| 1985    | 6             | Chile     | Universidad de Chile                                  |
| 1985    | 6             | Colombia  | El Cedro                                              |
| 1985    | 6             | Perú      | Deportivo Power                                       |
| 1985    | 6             | Uruguay   | Bohemios                                              |
| 1986    | 6             | Argentina | Mendoza Vóley                                         |
| 1986    | 6             | Bolivia   | San Antonio                                           |
| 1986    | 6             | Brasil    | Pirelli                                               |
| 1986    | 6             | Chile     | Universidad Católica                                  |
| 1986    | 6             | Colombia  | El Cedro                                              |
| 1986    | 6             | Perú      | Deportivo Power                                       |
| 1987    | 6             | Argentina | Club Ciudad de Buenos Aires                           |
| 1987    | 6             | Bolivia   | Wilsterman                                            |
| 1987    | 6             | Brasil    | Transbrasil                                           |
| 1987    | 6             | Colombia  | Política de Investigaciones                           |
| 1987    | 6             | Paraguay  | Deportivo Recoleta                                    |
| 1987    | 6             | Perú      | Deportivo Power                                       |
| 1988    | 8             | Argentina | Ferro Carril Oeste                                    |
| 1988    | 8             | Bolivia   | Universidad de Santa Cruz                             |
| 1988    | 8             | Brasil    | Supergasbras                                          |
| 1988    | 8             | Chile     | Universidad de Concepción                             |
| 1988    | 8             | Colombia  | El Cedro                                              |
| 1988    | 8             | Perú      | Deportivo Power Regatas Lima                          |
| 1988    | 8             | Uruguay   | Bohemios                                              |
| 1989    | 7             | Argentina | Boca Juniors                                          |
| 1989    | 7             | Bolivia   | Wilsterman                                            |
| 1989    | 7             | Brasil    | Sadia                                                 |
| 1989    | 7             | Chile     | Universidad de Chile                                  |
| 1989    | 7             | Perú      | Deportivo Power Latino Amisa                          |
| 1989    | 7             | Uruguay   | Bohemios                                              |
| 1990    | 9             | Argentina | Boca Juniors                                          |
| 1990    | 9             | Bolivia   | Wilsterman                                            |
| 1990    | 9             | Brasil    | Sadia Supergasbras                                    |
| 1990    | 9             | Chile     | Universidad de Chile                                  |
| 1990    | 9             | Colombia  | Universidad Eafit                                     |
| 1990    | 9             | Paraguay  | Deportivo Recoleta                                    |
| 1990    | 9             | Perú      | Deportivo Power                                       |
| 1990    | 9             | Uruguay   | Bohemios                                              |
| 1991    | 8             | Argentina | Sportivo Italiano Universidad de San Juan             |
| 1991    | 8             | Brasil    | Sadia As. Pão de Açucar                               |
| 1991    | 8             | Chile     | Juventud Católica Universidad de Chile                |
| 1991    | 8             | Colombia  | Jundeportes                                           |
| 1991    | 8             | Perú      | Alianza Lima                                          |
| 1992    | 7             | Argentina | Deportivo El Cedro Independencia/Formosa              |
| 1992    | 7             | Bolivia   | San Antonio                                           |
| 1992    | 7             | Brasil    | Colgate/São Caetano do Sul L'Acqua di Fiore           |
| 1992    | 7             | Chile     | Huachipato                                            |
| 1992    | 7             | Perú      | Alianza Lima                                          |
| 2009    | 6             | Argentina | Boca Juniors River Plate                              |
| 2009    | 6             | Brasil    | Sollys/Osasco Unilever                                |
| 2009    | 6             | Perú      | Regatas Lima Deportivo Géminis                        |
| 2010    | 4             | Argentina | Banco de la Nación                                    |
| 2010    | 4             | Brasil    | Sollys/Osasco                                         |
| 2010    | 4             | Chile     | Universidad Católica                                  |
| 2010    | 4             | Perú      | Deportivo Géminis                                     |
| 2011    | 4             | Bolivia   | USFX                                                  |
| 2011    | 4             | Brasil    | Sollys/Osasco                                         |
| 2011    | 4             | Chile     | Universidad Católica                                  |
| 2011    | 4             | Paraguay  | Sport Venezuela                                       |
| 2012    | 4             | Argentina | Boca Juniors                                          |
| 2012    | 4             | Bolivia   | Universidad Católica Boliviana                        |
| 2012    | 4             | Brasil    | Sollys/Osasco                                         |
| 2012    | 4             | Paraguay  | Sport Venezuela                                       |
| 2013    | 5             | Argentina | Vélez Sarsfield                                       |
| 2013    | 5             | Brasil    | Unilever                                              |
| 2013    | 5             | Chile     | Boston College                                        |
| 2013    | 5             | Paraguay  | Universidad Metropolitana de Asunción                 |
| 2013    | 5             | Perú      | Universidad César Vallejo                             |
| 2014    | 7             | Argentina | Boca Juniors                                          |
| 2014    | 7             | Bolivia   | USFX                                                  |
| 2014    | 7             | Brasil    | Sesi-Sp Molico                                        |
| 2014    | 7             | Chile     | Ado                                                   |
| 2014    | 7             | Colombia  | Politécnico Colombiano                                |
| 2014    | 7             | Perú      | Liga Nacional                                         |
| 2015    | 8             | Argentina | Atlético Villa Dora                                   |
| 2015    | 8             | Bolivia   | USFX                                                  |
| 2015    | 8             | Brasil    | Rexona-Ades Molico                                    |
| 2015    | 8             | Chile     | Boston College                                        |
| 2015    | 8             | Perú      | Universidad de San Martín de Porres                   |
| 2015    | 8             | Uruguay   | Bohemios                                              |
| 2015    | 8             | Venezuela | Aragua Voleibol                                       |
| 2016    | 6             | Argentina | Atlético Villa Dora GELP                              |
| 2016    | 6             | Bolivia   | Olympic                                               |
| 2016    | 6             | Brasil    | Rexona-Ades                                           |
| 2016    | 6             | Perú      | Universidad de San Martín de Porres                   |
| 2016    | 6             | Uruguay   | Juan Ferreira                                         |
| 2017    | 6             | Argentina | Atlético Villa Dora Boca Juniors                      |
| 2017    | 6             | Bolivia   | Olympic                                               |
| 2017    | 6             | Brasil    | Rexona-Ades Dentil/Praia                              |
| 2017    | 6             | Perú      | Universidad de San Martín de Porres                   |
| 2018    | 6             | Argentina | Gimnasia y Esgrima La Plata Boca Juniors              |
| 2018    | 6             | Bolivia   | Universidad de San Simón                              |
| 2018    | 6             | Brasil    | Camponesa/Minas SESC RJ                               |
| 2018    | 6             | Perú      | Regatas Lima                                          |
| 2019    | 5             | Argentina | San Lorenzo Boca Juniors                              |
| 2019    | 5             | Bolivia   | Olympic                                               |
| 2019    | 5             | Brasil    | Itambé Minas Dentil Praia Clube                       |
| 2020    | 5             | Argentina | San Lorenzo Boca Juniors                              |
| 2020    | 5             | Bolivia   | Universidad Católica                                  |
| 2020    | 5             | Brasil    | Itambé Minas Dentil Praia Clube                       |
| 2021    | 5             | Bolivia   | San Martín                                            |
| 2021    | 5             | Brasil    | Dentil Praia Clube Itambé Minas Brasília Vôlei        |
| 2021    | 5             | Uruguay   | Club Olimpia                                          |
| 2022    | 6             | Bolivia   | San Martín                                            |
| 2022    | 6             | Brasil    | Itambé Minas Dentil Praia Clube Sesi Bauru            |
| 2022    | 6             | Chile     | Boston College                                        |
| 2022    | 6             | Perú      | Regatas Lima                                          |